# Liocranchia
Liocranchia is een geslacht van inktvissen uit de familie van de Cranchiidae.

## Soorten
- Liocranchia reinhardtii (Steenstrup, 1856)
- Liocranchia valdiviae Chun, 1910